# Елисеев, Василий Михайлович
Васи́лий Миха́йлович Елисе́ев (1915—1977) — советский железнодорожник, машинист паровоза, Герой Социалистического Труда (1943).

## Биография
Родился 22 марта 1915 года в городе Колпино Царскосельского уезда Петроградской губернии (ныне в составе Санкт-Петербурга). Русский. В 1928 году окончил 6 классов средней школы и продолжил учёбу в Архангельской школе ФЗУ. Через два года стал работать пароходным машинистом, а с 1932 года — слесарем и машинистом паровоза в Няндоме (Северный край).
В 1938—1940 годах проходил срочную службу в РККА, принимал участие в боевых действиях во время Советско-финской войны: сперва как машинист бронепоезда, затем как пулемётчик.
После демобилизации стал работать в Ленинграде машинистом паровоза депо Ленинград-Финляндского отделения Октябрьской железной дороги.

## Великая Отечественная война
Первые месяцы войны паровозная бригада В. М. Елисеева водила поезда на участке Ладожское Озеро — Ленинград, в зоне действия вражеской авиации. Задачей железнодорожников являлась доставка торфа для единственной действовавшей в блокадном городе ТЭЦ № 5. Бригада В. М. Елисеева смогла обеспечить бесперебойную работу своего паровоза на протяжении полутора лет, в самый тяжёлый период блокады Ленинграда. Его опыт был перенят и другими железнодорожниками.
В январе 1943 года, когда кольцо блокады было прорвано, В. М. Елисеев был зачислен в колонну паровозов особого резерва, которая перевозила грузы в Ленинград с Большой земли после проложенной в сжатые сроки Дороге победы. Трасса проходила по обстреливаемой немцами местности, поэтому поезда первое время водили по ночам, караванным методом, с интервалом 5—10 минут, соблюдая все меры маскировки. С наступлением «белых ночей» приходилось совершать рейсы и в светлое время суток, подвергая жизнь экипажа и грузы ещё более повышенной опасности.

## Высшая награда
Указом Президиума Верховного Совета СССР от 5 ноября 1943 года за особые заслуги в обеспечении перевозок для фронта и народного хозяйства и выдающиеся достижения в восстановлении железнодорожного хозяйства в трудных условиях военного времени Василию Михайловичу Елисееву присвоено звание Героя Социалистического Труда с вручением ордена Ленина и золотой медали «Серп и Молот» (№ 66).
В 1944 году В. М. Елисееву присвоено звание лейтенанта-техника тяги.
В послевоенные годы В. М. Елисеев окончил Ленинградский институт инженеров железнодорожного транспорта. Работал в локомотивных депо ленинградских отделений Октябрьской железной дороги, последние 16 лет начальником.
Умер 26 августа 1977 года на 63-м году жизни. Похоронен на Серафимовском кладбище.

## Награды
- Герой Социалистического Труда (1943)
- два ордена Ленина (1942, 1943)
- орден Трудового Красного Знамени (1971)
- медали СССР
- Серебряная медаль ВДНХ
- отраслевая награда «Почётному железнодорожнику» (дважды)

Паровоз Эш4375 «Комсомолец», на котором В. М. Елисеев доставлял топливо в блокадный Ленинград, в 1974 году был установлен как памятник на станции Ладожское Озеро. На паровозе была установлена мемориальная доска с надписью: «На этом паровозе в период 1941—1942 гг. комсомольско-молодежная бригада локомотивного депо ТЧ-12 в составе старшего машиниста Василия Елисеева (впоследствии ставшим Героем Социалистического труда), помощника машиниста Ивана Беляева, кочегара Бориса Александрова в составе паровозной колонны доставила 2312 тяжеловозных состава с 2 млн тонн боеприпасов, топлива и продовольствия в осажденный Ленинград и для фронта. Честь и слава героям-железнодорожникам за мужественный труд на Дороге жизни» Решением облисполкома № 189 от 16 мая 1988 года этот паровоз был признан памятником истории. Однако, в постсоветское время при реконструкции 2015 года памятная доска с паровоза была снята.